# Vivir soñando
«Vivir Soñando» y «Viver Sonhando» son dos sencillos del cantante y actor mexicano Christopher Von Uckermann, después de su estancia de 5 años en el grupo de RBD e ínterprete de varias bandas sonoras como Aventuras en el tiempo, ahora se lanza como solista con esta nueva canción.

## Información
Uckermann escribió con Gil Cerezo, vocalista del grupo mexicano Kinky, quienes también colaboraron en el más reciente disco de Anahí, Mi Delirio, la canción de Vivir Soñando.
La melodía sirve como banda sonora de la serie Kdabra, producida por Movie City Pack Originals y Fox International Channels, que se grabó en los estudios de Fox Telecolombia.
"Caminando paso a paso, sobre el mapa dibujado, por mis propias fantasías. Sonámbulo deseo de vivir soñando", adelantó Christopher la letra del tema en su página de Twitter.
Asimismo, en Facebook se dio a conocer que el cantante arrancará su primera gira promocional individual, que lo llevará el próximo 8 de abril a São Paulo, el 13 a Buenos Aires, y el 19 a México, lugares en los que realizará algunos mini-conciertos. Además, en Brasil dará un par de presentaciones adicionales

## Video musical
Vivir Soñando, tuvo su Estreno Mundial en las pantallas de Ritmoson Latino el viernes 5 de marzo, durante treinta minutos continuos.
- Miami: 20:00
- México: 19:00
- Caracas: 20:30
- Venezuela: 18:00[2]

## Posicionamiento
| Listas (2010)               | Mejor posición |
| --------------------------- | -------------- |
| iTunes México Música Latina | 98             |
| iTunes España Música Latina | 40             |